# Fenerbahçe SK (koszykówka kobiet)

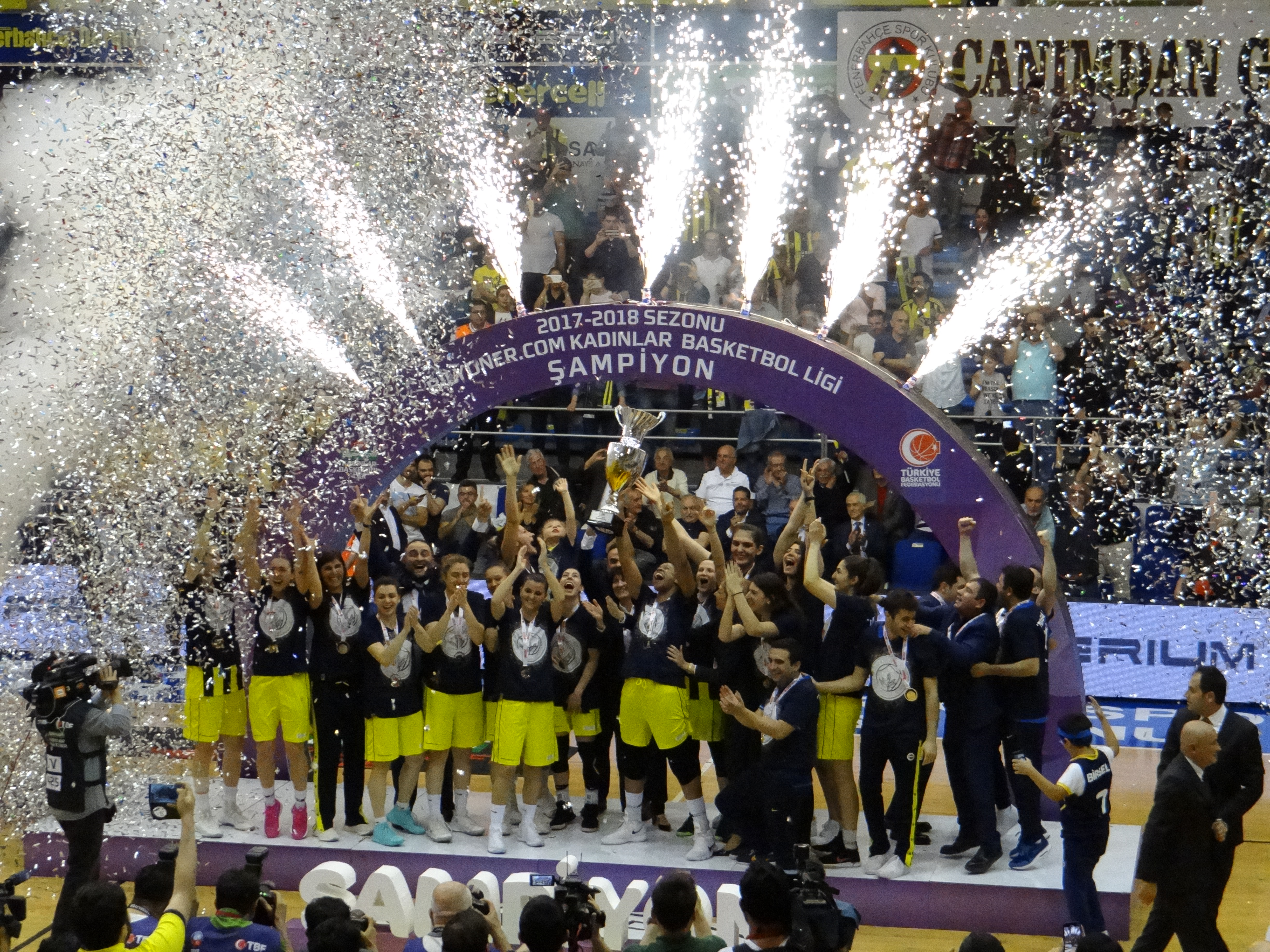

Fenerbahçe SK – turecki żeński klub koszykarski powstały w 1954 w Stambule. Klub występuje w rozgrywkach Türkiye 1. Kadınlar Basketbol Ligi oraz w Eurolidze.

## Sukcesy
- Euroliga:
  - Finał (1): 2012-13
  - 4. miejsce (1): 2011-12
  - Ćwierćfinał (5): 2006–07, 2007–08, 2008–09, 2009–10, 2010–11
- Eurocup:
  - Finał (1): 2004-05
  - Czwarte miejsce (1): 2003-04
- Türkiye 1. Kadınlar Basketbol Ligi:
  - Mistrz (11): 1998-99, 2001–02, 2003–04, 2005–06, 2006–07, 2007–08, 2008–09, 2009–10, 2010–11, 2011–12, 2012-13
  - Wicemistrz (7): 11990-91, 1991–92, 1994–95, 1995–96, 1999-00, 2000–01, 2004–05
- Mistrzostwo Turcji:
  - Mistrz (3): 1956, 1957, 1958
  - Wicemistrz (1): 1959
- Puchar Turcji:
  - Zwycięzca (9): 1998-99, 1999-00, 2000–01, 2003–04, 2004–05, 2005–06, 2006–07, 2007–08, 2008–09
  - 2. miejsce (4): 1994-95, 2009–10, 2011–12, 2012-13
- Puchar Prezydenta
  - Zwycięzca (8): 1999, 2000, 2001, 2004, 2005, 2007, 2010, 2012
  - 2. miejsce (6): 1995, 2002, 2006, 2008, 2009, 2011
- Puchar GSGM:
  - Zwycięzca (1): 1991
  - 2. miejsce (1): 1992
- Liga Stambułu
  - Mistrz (5): 1955, 1956, 1957, 1958, 1959